# L-KO Kompany

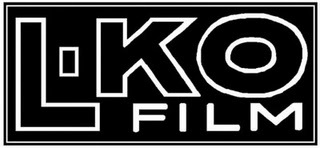
Het logo van de filmstudio

L-KO Kompany was een Amerikaanse filmstudio, opgericht in 1914 door Henry Lehrman.
In de lente van 1914 had Lehrman in de Keystone Studios al verschillende komedies geregisseerd met  The Keystone Cops zoals The Bangville Police (1913) en The Kid Auto Races at Venice (1914), Charlie Chaplin’s debuut. Na onenigheid met filmproducent Mack Sennett verliet Lehrman samen met steracteur Ford Sterling Keystone om samen Sterling Comedies op te richten onder hoede van de Universal Film and Manufacturing Co., het latere Universal Pictures. Na een paar maanden kreeg Lehrman ook onenigheid met Sterling en richtte hij de L-KO Kompany op als onafhankelijke eenheid binnen Universal. De initialen L-KO staan voor "Lehrman KnockOut".
De eerste komische steracteur van de studio was de Engelse veteraan Billie Ritchie, die zijn filmdebuut maakte in de allereerste film van L-KO Love and Surgery, uitgebracht op 15 oktober 1914. De film was ook het debuut voor Gertrude Selby, een comédienne die een belangrijke rol zou vertolken in de L-KO-komedies en Fatty Voss, L-KO’s antwoord op Roscoe "Fatty" Arbuckle. Louise Orth, een acteur die ook meespeelde in films van Biograph speelde ook mee in deze eerste film en zou later nog in meerdere films van L-KO meespelen. Later voegden Hank Mann, Alice Howell en Harry Gribbon zich bij de firma en ten slotte ook Mack Swain. Lehrman filmde slapstickkomedies met veel valpartijen en gevaarlijke situaties voor de acteurs en stuntlui wat hem de bijnaam "Mr. Suicide" opleverde.
Na wederom een dispuut, deze maal met de verantwoordelijken van Universal, verliet Lehrman L-KO einde 1916 en nam hij de Sunshine Comedies van de Fox Entertainment Group over. Na het vertrek van Lehrman werd L-KO enkele maanden geleid door John G. Blystone alvorens deze ook vertrok naar Fox Sunshine. De studio bleef verder films maken en Charles Parrott, beter gekend als Charley Chase kwam aan het hoofd in augustus 1918 en bleef daar tot het einde. In mei 1919 werd de studio gesloten door Universal na een uitbraak van de Spaanse griep. De laatste film An Oriental Romeo werd uitgebracht op 24 september 1919.

## Films (selectie)

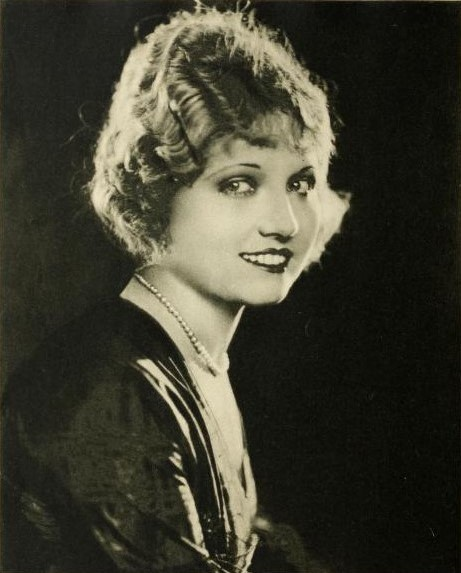
Stomme film-steractrice Eva Novak maakte haar filmdebuut in Roped into Scandal (1917)

Van de circa 300 films die de studio maakte, zijn er minder dan 10 procent bewaard gebleven.
- Love and Surgery (1914) geregisseerd door Henry Lehrman met Billie Ritchie
- Partners in Crime (1914) geregisseerd door Henry Lehrman met Billie Ritchie
- Cupid in a Hospital (1915) geregisseerd door Henry Lehrman met Billie Ritchie
- Every Inch a Hero (1915) geregisseerd door Henry Lehrman
- Almost a Scandal (1915) geregisseerd door Henry Lehrman met Billie Ritchie
- Poor Policy (1915) geregisseerd door Harry Edwards met Billie Ritchie
- A Stool Pigeon's Revenge (1916) geregisseerd door John G. Blystone met Hank Mann
- Love and Sour Notes (1915) geregisseerd door John G. Blystone met Billie Ritchie
- The Child Needs a Mother (1915) geregisseerd door John G. Blystone met Fatty Voss
- Vendetta in a Hospital (1915) met Billie Ritchie
- Silk Hose and High Pressure (1915) geregisseerd door Henry Lehrman met Billie Ritchie
- No Flirting Allowed (1915) met Hank Mann
- A Tale of Twenty Stories (1915) geregisseerd door Vin Moore met Billie Ritchie (enkel een fragment bewaard)
- Sin on the Sabbath (1915) met Billie Ritchie
- Gertie's Gasoline Glide (1916) met Gertrude Selby
- Billie's Waterloo (1916) met Billie Ritchie
- Cold Hearts and Hot Flames (1916) geregisseerd door John G. Blystone met Billie Ritchie
- Live Wires and Love Sparks (1916) geregisseerd door Henry Lehrman met Billie Ritchie
- Bombs and Bandits (1917) geregisseerd door Vin Moore met Billy Bevan
- The Sign of the Cucumber (1917) geregisseerd door Richard Smith met Eva Novak
- Soapsuds and Sirens (1917) geregisseerd door Noel M. Smith met Harry Lorraine
- Adventurous Ambrose (1918) geregisseerd door Walter S. Fredericks met Mack Swain
- The Belles of Liberty (1917) geregisseerd door James D. Davis met Eva Novak
- The King of the Kitchen (1918) geregisseerd door Frank Griffin met Harry Gribbon
- Charlie, the Little Daredevil (1919) geregisseerd door Alfred J. Goulding met Chai Hong
- The Freckled Fish (1919) geregisseerd door Joseph Le Brandt met Chai Hong (enkel een fragment bewaard)
- All Jazzed Up (1917) geregisseerd door William Watson met Eva Novak